# Tolfa
Tolfa est une commune italienne de la ville métropolitaine de Rome Capitale, dans la région Latium.

## Géographie
Tolfa a donné leur nom aux monts de la Tolfa (en italien, Monti della Tolfa), un massif montagneux de la chaîne des Apennins, habité dès l'époque protovillanovienne (XIIe au VIIe siècle av. J.-C.) et surtout à l'époque archaïque étrusque (VIIe et VIe siècles av. J.-C.), qui se caractérise par la présence d'une grande abondance de minerai d'alunite, qui y fut découvert au Moyen Âge (1460).

## Administration
| Période                                  | Période  | Identité                | Étiquette | Qualité         |
| ---------------------------------------- | -------- | ----------------------- | --------- | --------------- |
| 2001                                     | 2006     | Alessandro Battilocchio | NPSI      | Député européen |
| 2006                                     | En cours | Alessandro Battilocchio | PSI       |                 |
| Les données manquantes sont à compléter. |          |                         |           |                 |

### Communes limitrophes
Allumiere, Blera, Bracciano, Canale Monterano, Cerveteri, Manziana, Monte Romano, Santa Marinella, Tarquinia, Vejano.